# 보의
보의(寶義)는 서하 말제(西夏 末帝) 이현(李睍)의 치세에 쓰던 연호이다.

## 연대 대조표
| 보의        | 원년           | 2년            |
| 서기 (西紀) | 1226년         | 1227년         |
| 간지 (干支) | 병술(丙戌)     | 정해(丁亥)     |
| 남송 (南宋) | 보경(寶慶) 2년 | 보경(寶慶) 3년 |

## 동시대 연호
| 이전 연호 건정(乾定) | 중국의 연호 서하(西夏) | 다음 연호 (서하 멸망) |